# Питлинген
Питлинген (њем. Püttlingen) град је у њемачкој савезној држави Сарланд. Посједује регионалну шифру (AGS) 10041515.

## Географски и демографски подаци
Град се налази на надморској висини од 273 метра. Површина општине износи 23,9 km². У самом граду је, према процјени из 2010. године, живјело 20.142 становника. Просјечна густина становништва износи 841 становника/km².

## Међународна сарадња
| Мјесто            | Држава    | Врста сарадње | Од    |
| ----------------- | --------- | ------------- | ----- |
|                   | Чешка     | контакт       | 1996. |
| Бер               | Мали      | контакт       | 1988. |
|                   | Пољска    | контакт       | 1996. |
| Веспрем           | Мађарска  | контакт       | 1996. |
|                   | Француска | партнерство   | 1986. |
| Фрезаграндинарија | Италија   | пријатељство  | 2001. |
| Извор             |           |               |       |